# Conus vanvilstereni
Espèce
Conus vanvilstereni est une espèce de mollusques gastéropodes marins de la famille des Conidae.
Comme toutes les espèces du genre Conus, ces escargots sont prédateurs et venimeux. Ils sont capables de « piquer » les humains et doivent donc être manipulés avec précaution, voire pas du tout.

## Description
La taille de la coquille atteint 43 mm.

## Distribution
Cette espèce marine est présente dans la mer de Sulu, aux Philippines.

## Taxonomie

### Publication originale
L'espèce Conus vanvilstereni a été décrite pour la première fois en 2013 par les malacologistes Robert G. Moolenbeek (d) et Arnold Zandbergen dans « Miscellanea Malacologica »,.

### Synonymes
- Conus (Splinoconus) vanvilstereni (Moolenbeek & Zandbergen, 2013) · appellation alternative
- Kioconus (Ongoconus) vanvilstereni Moolenbeek & Zandbergen, 2013 · non accepté
- Kioconus vanvilstereni Moolenbeek & Zandbergen, 2013 · non accepté